# Красногвардеец (Краснодарский край)
Красногвардеец — посёлок в Каневском районе Краснодарского края.
Административный центр Красногвардейского сельского поселения.

## География
Посёлок Красногвардейский расположен в бассейне степной реки Мигута, в 15 км северо-восточнее районного центра — станицы Каневской.

### Улицы
| - пер. Клубный, - пер. Коммунаров, - пер. Краснодарский, - пер. Тракторный, - пер. Школьный, | - ул. Данильченко, - ул. Красная, - ул. Мира, - ул. Первомайская, - ул. Тракторная. |

## История
Посёлок основан в 1929 году.

## Население
| 2002 | 2010  |
| ---- | ----- |
| 1585 | ↗1611 |